# 西氏舌鰨
西氏舌鰨為輻鰭魚綱鰈形目鰨亞目舌鰨科的其中一種，為熱帶海水魚，分布於西印度洋Saya de Malha Bank海域，棲息深度約225公尺，體長可達19公分，棲息在底層水域，生活習性不明。

## 扩展阅读
維基物種上的相關：西氏舌鰨